# Каменни реки
Каменните реки или Куруми са струпвания на скална маса, съставена от големи по размер и заоблени по форма камъни. Често тези струпвания са с голяма дължина и площ.
Заоблената форма на скалните късове се дължи на сферичното изветряне на скалите. Причината за този вид изветряне се крие в структурата и състава на скалата. Вследствие от скално изветряне (под въздействието на водата, вятъра, резките температурни промени и т.н.) се получава заоблената им форма.
Много често под каменните реки все още продължава да тече вода, която е сред основните скулптори на тези скални форми.
Каменните реки неправилно са наричани морени поради визуалното им сходство с тях. Морените са скални образувания с ледников произход и са резултат от ледникова дейност (в България ледници е имало единствено във високите части на Рила и Северен Пирин).